# Sonic 3D Blast
Sonic 3D Blast, conocido en Europa y Japón como Sonic 3D: Flickies' Island, es un videojuego de plataformas de 1996 de la serie Sonic the Hedgehog para Sega Genesis y Sega Saturn. Sonic the Hedgehog se embarca en un viaje para salvar a los Flickies, pájaros esclavizados por el Dr. Robotnik. El jugador debe guiar a Sonic a través de una serie de niveles temáticos para recolectar Flickies y derrotar a Robotnik. Aunque conserva la mecánica del juego de títulos anteriores, Sonic 3D Blast se diferencia por su perspectiva isométrica, con modelos 3D renderizados previamente convertidos en sprites.
El concepto de Sonic 3D Blast se originó durante el desarrollo de Sonic the Hedgehog 3 Y Sonic & Knuckles (ambos de 1994). La mayor parte de la programación se subcontrató al estudio británico Traveller's Tales, ya que el personal del Sonic Team japonés estaba trabajando en Nights into Dreams (1996), por otra parte, el Sega Technical Institute estaba desarrollando primer juego de plataformas de Sonic en 3D, llamado Sonic X-treme, el cual fue cancelado por limitaciones técnicas. El desarrollo duró ocho meses y el equipo se inspiró en Donkey Kong Country (1994) y Sonic Labyrinth (1995). Sonic 3D Blast se desarrolló junto con el juego de Saturn Sonic X-treme. Cuando se canceló X-treme, Sega encargó un port de 3D Blast con gráficos mejorados para Saturn.
Ambas versiones fueron publicadas por Sega en noviembre de 1996, con un port de Windows lanzado al año siguiente. La banda sonora fue compuesta por Jun Senoue para la versión de Genesis y Richard Jacques para la de Saturn y PC. Sonic 3D Blast fue el último juego de Sonic para Genesis y ha sido relanzado a través de compilaciones de Sonic y plataformas de distribución digital. Aunque tuvo éxito comercial, recibió críticas mixtas. Las críticas se dirigieron a su jugabilidad, controles y ritmo isométricos, aunque se elogiaron las imágenes y la banda sonora. El programador principal de la versión de Genesis, Jon Burton, lanzó una versión no oficial director's cut, con elementos de juego ajustados y controles mejorados, en 2017.

## Jugabilidad
Sonic 3D Blast es un juego de plataformas presentado desde una perspectiva isométrica. Los jugadores controlan a Sonic the Hedgehog, cuyo objetivo es salvar a los Flickies, recoger las siete Chaos Emeralds y derrotar al Doctor Robotnik y su ejército de robots. Sonic conserva la mayoría de sus habilidades de juegos anteriores: puede saltar y girar en el aire para derrotar a los robots o subirse a las plataformas, realizar un giro en el suelo para ganar velocidad y recolecta anillos como una forma de salud. Sonic también puede recolectar potenciadores, como escudos elementales, zapatos de velocidad o invencibilidad, al romper los monitores de televisión que los contienen.
El juego se divide en varios niveles llamados zonas. Cada zona tiene tres actos: dos niveles estándar, donde el jugador debe recolectar Flickies al derrotar a los robots para continuar; y una pelea de jefes contra Robotnik, sin ningún tipo de recolección de Flicky involucrada. En los niveles normales, una vez que el jugador recolecta los cinco Flickies de cada sección de un acto, Sonic avanza más en el acto o es llevado al siguiente acto. Si Sonic y los siguientes Flickies son golpeados por un obstáculo o enemigo, los Flickies y los anillos que recolectó Sonic se dispersarán. El color de cada Flicky individual determina su comportamiento: los Flickies azules, rosas y naranjas se esfuerzan por encontrar a Sonic, mientras que los Flickies verdes y rojos vagan al azar; estos últimos incluso saltando, haciéndolos más difíciles de recolectar. Sonic comienza el juego con cuatro vidas; si lo golpean sin Flickies o anillos en su poder, perderá una vida. Perder todas las vidas resulta en un game over. Las vidas se pueden reponer al recolectar un 1-up, y los continuos se obtienen al recolectar diez medallas con forma de Sonic.
Al igual que con los juegos anteriores, Sonic 3D Blast incluye «etapas especiales», en las que el jugador recolecta Chaos Emeralds. Obtener las siete Esmeraldas le permite al jugador jugar la batalla final contra el jefe y descubrir el verdadero final del juego. Para acceder a estas etapas, el jugador debe encontrar a uno de los amigos de Sonic (ya sea Tails o Knuckles the Echidna) escondido dentro de un nivel y pararse junto a ellos con al menos 50 anillos recolectados. Hacerlo le permite al jugador intercambiar los anillos para tener la oportunidad de jugar la etapa especial del juego. Durante las etapas especiales, la cámara se mueve detrás de Sonic mientras corre por un camino preestablecido y debe recolectar anillos mientras evita los obstáculos que, cuando se encuentran, lo hacen perder anillos. Se debe obtener una cierta cantidad de anillos en ciertos puntos de control para continuar a través del escenario y, en última instancia, poder llegar al final para recibir una Chaos Emerald. Recolectar las siete Chaos Emeralds también permite jugar el nivel «Final Fight», que consiste en una pelea final contra el jefe y el buen final del juego.

## Trama
El Dr. Ivo Robotnik descubre unos pájaros misteriosos llamados Flickies que viven en una isla en una dimensión alternativa. Se entera de que pueden viajar a cualquier lugar usando anillos grandes, por lo que decide explotarlos convirtiéndolos en robots para ayudarlo a buscar las Chaos Emeralds. Sonic llega a la isla solo para descubrir la presencia de Robotnik, y tiene la tarea de salvar a los Flickies y derrotar a su némesis.
Sonic viaja por la isla, salva a los Flickies y se enfrenta a Robotnik en sus diversas máquinas. Si el jugador recolecta todas las Chaos Emeralds, Sonic avanza hacia un vacío negro, donde se involucra en una batalla final con Robotnik, quien pilota un gran robot. Sonic logra destruir las armas del robot y derrota a Robotnik, liberando a los Flickies. Si el jugador no logra recolectar las Esmeraldas, Robotnik escapa en su poder.

## Desarrollo

### Antecedentes
Según se cuenta, originalmente Sonic the Hedgehog 3, así como Sonic & Knuckles, iban a ser un solo juego, solo que en lugar de 2D iba a ser 3D, utilizando el Sega Virtua Processor, un procesador digital de señales que le permitía, a la Sega Genesis, aumentar sus capacidades 3D, así como el renderizamiento de polígonos, sin embargo, en ultimo momento se dieron cuenta de que el juego no estaba listo para ser lanzado en la campaña navideña de 1993, por lo que se abandono dicho procesador y reutilizar el diseño 2D para los dos juegos, que al final de cuenta seria la base para desarrollar Sonic 3D Blast.

### Concepto y desarrollo
Sonic 3D Blast fue el último juego de Sonic the Hedgehog producido para Sega Genesis, y fue desarrollado como un canto de cisne para el sistema. Sega había descontinuado el soporte oficial para Genesis en 1995, pero tenía la intención de producir el juego para la consola de 16 bits porque los juegos generalmente se venden durante uno o dos años después de la descontinuación de sus plataformas. El concepto básico del juego fue concebido por miembros de Sonic Team durante el desarrollo de Sonic the Hedgehog 3 (1994), pero la mayor parte de la programación la hizo el estudio británico Traveller's Tales porque Sonic Team estaba desarrollando Nights into Dreams (1996) en ese momento. Según el fundador Jon Burton, Traveller's Tales acababa de terminar de desarrollar el juego de Toy Story y quería comenzar a desarrollar juegos para sistemas de 32 bits como Saturn y PlayStation. Sega, impresionada con su trabajo en Toy Story y Mickey Mania, se acercó a ellos con 3D Blast. Como Sonic era extremadamente popular en ese momento, el concepto «llamó su atención». En retrospectiva, Burton declaró que creía que el juego se encargó porque Sonic X-treme, en desarrollo para Saturn en ese momento, estaba luchando, y Sega quería llevar a Sonic a la era 3D.
El juego fue desarrollado desde cero en ocho meses, empezando en julio de 1995. Originalmente se tituló Sonic Spindrift. Burton, quien se desempeñó como programador principal, implementó un controlador de excepciones en el que, en caso de que ocurriera un error, el juego recibiría al jugador con una pantalla de selección de nivel secreto en lugar de bloquearse. Esto se hizo para que el juego pudiera pasar fácilmente el proceso de aprobación de Sega para publicar juegos. Burton también le dio al juego una secuencia de introducción de video de movimiento completo única y utilizó métodos de compresión para hacer que el video cupiera en el cartucho de 4 MB y apareciera con una resolución más alta. El juego utiliza algunos modelos 3D renderizados previamente convertidos en sprites. El equipo decidió usar 3D en lugar de 2D porque pensaron que «era hora de algo nuevo». La inspiración para el punto de vista isométrico se extrajo de Sonic Labyrinth (1995) y Super Mario RPG (1996). La colección de artículos estuvo influenciada por el juego Flicky de 1984 y los gráficos se inspiraron en Donkey Kong Country (1994). Sonic Team proporcionó a Traveller's Tales diseños de juegos, niveles y personajes. Burton recordó con cariño la asociación con Sega y recordó que disfrutó mucho «hacer que una máquina haga algo que no has visto hacer». Hacia el final del desarrollo, Traveller's Tales comenzó a expandir su alcance y Burton pasó el resto de la programación a sus empleados.
Sega también encargó una versión del juego para Sega Saturn en caso de que se cancelara Sonic X-treme. Esta cancelación efectivamente ocurrió, por lo que Sonic 3D Blast se lanzó de forma segura a tiempo para la Navidad de 1996 en su lugar. El juego fue portado en siete semanas, durante el desarrollo de la versión de Sega Genesis. Si bien presenta cambios gráficos, como efectos climáticos y texturas de mayor resolución, el juego se juega en gran medida igual que la versión original. Cuenta con un video de apertura de mayor calidad y gráficos mejorados. Sonic Team completó el desarrollo del escenario especial en la versión Saturn del juego, que incluye gráficos poligonales en lugar de solo sprites. Esta versión también es compatible con el análogo de Saturn. El equipo intentó reelaborar X-treme en etapas de bonificación en la versión de Saturn. Sin embargo, no pudieron transferir correctamente el modelo de Sonic de X-treme a 3D Blast, por lo que se eliminó la función.
La banda sonora de la versión de Genesis, que cuenta con 24 pistas en total, fue compuesto principalmente por Jun Senoue y Tatsuyuki Maeda, con Masaru Setsumaru y Seirou Okamoto componiendo los temas finales del jefe y del staff respectivamente. La versión de Saturn presenta una banda sonora diferente de Richard Jacques y presenta un tema final vocal titulado «You're My Hero», interpretado por Debbie Morris. Sega Saturn Magazine describió los estilos musicales de la banda sonora como música tradicional de Sonic y techno hardcore.

## Lanzamiento
Sonic 3D Blast se lanzó para Genesis en Norteamérica y Europa en noviembre de 1996. El lanzamiento coincidió con el lanzamiento del juego de Game Gear Sonic Blast, que también cuenta con gráficos 3D renderizados previamente. La versión Saturn de Sonic 3D Blast se lanzó en América del Norte más tarde ese año y en Europa en febrero de 1997. En Japón, solo se lanzó el port de Saturn, el 14 de octubre de 1999. Un port de la versión de Sega Saturn fue lanzado para Windows 95/Windows 98 en Europa el 11 de septiembre de 1997, y en todo el mundo ese mismo año.
La versión Genesis del juego está disponible en varias compilaciones con temas de Sonic. Estos incluyen Sonic Mega Collection para GameCube; Sonic Mega Collection Plus para PlayStation 2, Xbox y Windows; y Sonic's Ultimate Genesis Collection para PlayStation 3 y Xbox 360. También se volvió a publicar digitalmente para la Consola Virtual de Wii en 2007 y para Steam en 2010.

## Recepción

### Contemporáneas
La recepción de la versión Genesis de Sonic 3D Blast fue generalmente positiva en su lanzamiento original. Si bien Dan Jevons de Mean Machines Sega inicialmente se mostró escéptico sobre el primer juego 3D Sonic que apareció en Genesis, proclamó que Sonic 3D Blast era «una adición legítima a la serie Sonic y un juego inteligente por derecho propio». Él y Angus Swan de la misma publicación agradecieron el cambio en el estilo de juego, que dijeron que agregó profundidad a la estructura de la fórmula de la serie. También elogiaron la música, los controles y la sensación de inercia en el movimiento de Sonic. Ed Lomas, de Computer and Video Games, consideró que Sonic 3D Blast era «el primer juego esencial de Genesis en años», y comentó que el nuevo estilo de juego atraería a todos los fanáticos de la serie, así como a aquellos que «no podían ser molestado en correr bien todo el tiempo». Aunque Art Angel de GamePro consideró que los niveles estaban ingeniosamente diseñados, inicialmente se sintió frustrado por la perspectiva isométrica, que sintió que acentuaba la curva de aprendizaje de los controles; Dan Hsu de Electronic Gaming Monthly experimentó un período de ajuste similar. Shawn Smith y Sushi-X, también de Electronic Gaming Monthly, admiraron el tamaño de los niveles, aunque Hsu deseaba un mapa debido a que se desviaba de vez en cuando, y encontró que los diseños de los niveles eran demasiado similares. Lomas y Crispin Boyer de Electronic Gaming Monthly observaron la falta de ubicaciones secretas para descubrir en relación con las entradas anteriores de Sonic, lo que el primero sintió que reducía el valor de reproducción. Jevons y Swan consideraron que la dificultad era algo baja para los jugadores experimentados, con Art Angel también encontrando el juego fácil de superar al dominar los controles, mientras que Lomas lo consideró más difícil y más largo que la mayoría de los otros títulos de Sonic.
Los gráficos fueron ampliamente elogiados, Lomas considera que la introducción renderizada y la animación fluida del juego son impresionantes para la consola. Art Angel también señaló que los sprites y las animaciones nunca fallan, independientemente de la intensidad de la acción. Smith y Hsu consideraron que el juego era el pináculo de las capacidades de Genesis en términos de su paleta de colores y sentido de 3D. Mientras que los revisores de Mean Machines Sega y Lomas encontraron repetitivos los patrones del piso del tablero de ajedrez, Lomas los consideró necesarios para juzgar correctamente las secciones difíciles. Art Angel aprobó la selección de música ecléctica, que describió como desde techno pop hasta jazz contemporáneo, y los críticos de Mean Machines Sega citaron los remixes del segundo acto de cada etapa como un punto positivo. Mike Wallis, un empleado de Sega en ese momento, recordó en una entrevista que la versión de Genesis fue un éxito para la empresa y finalmente vendió más de 700 000 copias. Más tarde en 2015, afirmaría que llegó a superar el millón de unidades.Electronic Gaming Monthly nombró a Sonic 3D Blast finalista del Juego del año de Genesis (detrás de «Vectorman 2»).
La recepción de la versión de Saturn fue mixta. Aunque Lee Nutter de Sega Saturn Magazine comparó la jugabilidad desfavorablemente con los juegos anteriores de Sonic, descubrió que ofrecía mucha diversión y lo elogió por ser más desafiante que cualquier juego anterior de Sonic. Jeff Gerstmann de GameSpot apreció el manejo superior de ciertas animaciones de esta versión. Entertainment Weekly, sin embargo, notó la presentación inusualmente similar del juego en dos plataformas con diferentes expectativas, afirmando que «mientras que 3D Blast es excelente para los estándares de 16 bits, falla en Sega Saturn, donde los juegos de 32 bits con gráficos y jugabilidad en 3D mucho más sofisticados son la norma». Smith y Hsu de Electronic Gaming Monthly acordaron que la versión de Saturn es demasiado similar a la versión de Genesis, aunque Hsu agregó, «eso es un cumplido para Genesis, no una rasgadura en Saturn». Hsu y Boyer también dijeron que los controles del juego mejoraron considerablemente con el controlador analógico de Saturn, aunque Sushi-X lo encontró de poca ayuda. La versión de Saturn también fue un éxito comercial y fue uno de los juegos más vendidos del sistema, según Wallis.
El personal de GameSpot consideró que la versión para PC era similar a las demás, pero señaló algunos efectos de ralentización mientras la cámara se desplazaba, atribuyéndolos a su amplia paleta de colores.

### Retrospectiva
Las opiniones críticas sobre el juego han disminuido con el tiempo. Los revisores en general desaprobaron el estilo de juego de Sonic 3D Blast, y algunos encontraron que su perspectiva isométrica es una limitación. Lucas M. Thomas de IGN lamentó que «la sensación de velocidad y acción intensa sobre la que se construyó el nombre de Sonic está ausente aquí, reemplazada, esencialmente, por una búsqueda perezosa y en bucle». Austin Shau de GameSpot se hizo eco de esta preocupación, llamando a la jugabilidad «un ejercicio de tedio». Además de los objetivos del juego, Shau y Thomas criticaron los controles, particularmente en el área del movimiento demasiado lento y la desaceleración resbaladiza de Sonic. Thomas admitió que el juego «tiene sus momentos» de vigor rápido, pero los caracterizó como pocos y distantes entre sí, y Shau resumió que, aunque no son insalvables de forma aislada, los elementos del juego chocaron violentamente y los clientes estarían «gastando 800 Wii Points en una tina de aceite y agua». Damien McFerran de Nintendo Life declaró que su repetición solo se vio interrumpida por las batallas contra jefes y las etapas especiales, la última de las cuales Shau describió como «infantilmente fácil». Sin embargo, reflexionando sobre sus quejas años antes sobre la inclusión del juego en Sonic Mega Collection Plus, Jeremy Parish de 1UP.com calificó el juego como «mucho mejor de lo que podrías creer». Brett Alan Weiss de AllGame expresó una opinión similar, sintiendo que era una «buena desviación» del estilo de los juegos de desplazamiento lateral de Sonic.
Los revisores se mantuvieron positivos sobre la presentación del juego. McFerran disfrutó mucho de las imágenes del juego y agradeció las mejoras gráficas de la versión de Saturn: «las imágenes CGI son impresionantes teniendo en cuenta el hardware, la animación es excelente y el diseño de niveles es colorido y variado». Thomas elogió los gráficos renderizados previamente «valientes» del juego, especialmente teniendo en cuenta su hardware limitado. Shau declaró que los gráficos y el sonido eran las únicas áreas en las que el juego tenía un parecido bienvenido con sus predecesores de Genesis, y agradeció particularmente el regreso del efecto de sonido de dispersión de anillos y la música de manera similar. Z-Roc de Game Revolution elogió los gráficos redondeados similares a dibujos animados y se refirió a ellos como «algunos de los gráficos más nítidos que jamás hayamos visto». Weiss escribió que las imágenes, aunque artísticamente no eran una mejora con respecto a otros juegos, estaban bien producidas y eran de alta calidad. Thomas le dio a la música una subpuntuación de 7,5/10, la más alta de todos los elementos del juego, y señaló que sus temas serían memorables para los jugadores.
Algunos periodistas han calificado a Sonic 3D Blast como uno de los peores juegos de la franquicia Sonic. USgamer y Complex escribieron que el juego no se sentía como un verdadero juego de Sonic, este último exclamó que era «ofensivo» para llamarlo 3D. PC Gamer lo describió como «la primera señal de que Sonic en 3D simplemente no iba a funcionar». El juego es recordado como una oveja negra en la franquicia.

## Legado
Archie Comics publicó una adaptación de cómic de Sonic 3D Blast para un especial de 48 páginas en diciembre de 1996, escrito por Mike Gallagher. También apareció una adaptación libre del juego en los números 104 a 106 (de mayo a julio de 1997) de Sonic the Comic.
Senoue reorganizó dos de sus pistas de la versión de Genesis para Sonic Adventure (1998), diciendo que sentía que eran lo suficientemente fuertes como para ser escuchadas más ampliamente, ya que la versión de Genesis no se lanzó en Japón. También reutilizó un tema no utilizado como tema de jefe en Sonic the Hedgehog 4: Episode I. Una versión remezclada del tema principal de Saturn apareció en Sonic Generations en 2011.
Después de Sonic 3D Blast, Traveller's Tales y Sonic Team colaboraron nuevamente en el juego de carreras para Saturn Sonic R (1997). Sonic 3D Blast fue uno de los primeros juegos de Traveller's Tales; más tarde, el estudio se hizo conocido por su trabajo en videojuegos basados en la línea de juguetes Lego, a través del cual volvería a visitar la franquicia de Sonic como parte del juego cruzado de 2015 Lego Dimensions. En 2017, Burton lanzó un parche de director's cut no oficial para la versión de Steam de Sonic 3D Blast (basada en la versión de Genesis), con controles mejorados y adiciones como un editor de niveles, un sistema de guardado de contraseña, desafíos de ataque de tiempo y la capacidad de transformarse en Super Sonic.

## Puerto cancelado para Game.com
En el prototipo de Sonic Jam para la consola se encontró una foto que pareciera ser una versión de Sonic 3D Blast para la colección. Tal vez se canceló por problemas técnicos.